# Aurum Hotels
Aurum Hotels was een Italiaanse wielerploeg. Het team werd opgericht in 2005 en kwam uit in de continentale circuits. In 2005 en 2006 stond de ploeg bekend onder de naam Naturino - Sapore di Mare.
Voor het team reden veel jonge renners en ook enkele renners wier carrière in verval is geraakt, zoals Filippo Simeoni, Gian Matteo Fagnini, Gabriele Colombo, Massimiliano Gentili en Sergio Barbero. Ook de inmiddels gestopte Francesco Casagrande reed voor het team. Een zwarte dag voor het team was 15 juni 2005, toen Alessio Galletti tijdens de Spaanse wedstrijd Subido al Naranco overleed aan een hartstilstand.
Eind 2007 kwam er een einde aan de ploeg, omdat Aurum Hotels zich als sponsor terugtrok. Eerder dat jaar schorste de Internationale Wielerunie de ploeg al, omwille van financiële redenen.
Luca Ascani, een renner van Aurum Hotels werd op 26 juni, na afloop van het Italiaans kampioenschap tijdrijden positief bevonden op epo.